# Patrick Grootaert
Patrick Grootaert, född 1952, är en belgisk entomolog specialiserad på tvåvingar som gjort ett flertal expeditioner i sydostasien.
Auktorsnamnet Grootaert kan användas för Patrick Grootaert i samband med ett vetenskapligt namn inom zoologin; se Wikipedia-artiklar som länkar till auktorsnamnet.